# Olmet-et-Villecun
Olmet-et-Villecun là một xã thuộc tỉnh Hérault trong vùng Occitanie phía nam nước Pháp. Xã này nằm ở khu vực có độ cao trung bình 300 mét trên mực nước biển. Dân số thời điểm năm 1999 là 114 người.